# کیاران کلارک
کیاران کلارک (انگلیسی: Ciaran Clark؛ زادهٔ ۲۶ سپتامبر ۱۹۸۹) یک بازیکن فوتبال اهل ایرلند است.
از باشگاه‌هایی که در آن بازی کرده است می‌توان به باشگاه فوتبال استون ویلا اشاره کرد.
او در ترکیب اصلی تیم ملی فوتبال جمهوری ایرلند حضور دارد.